# Liam Fox

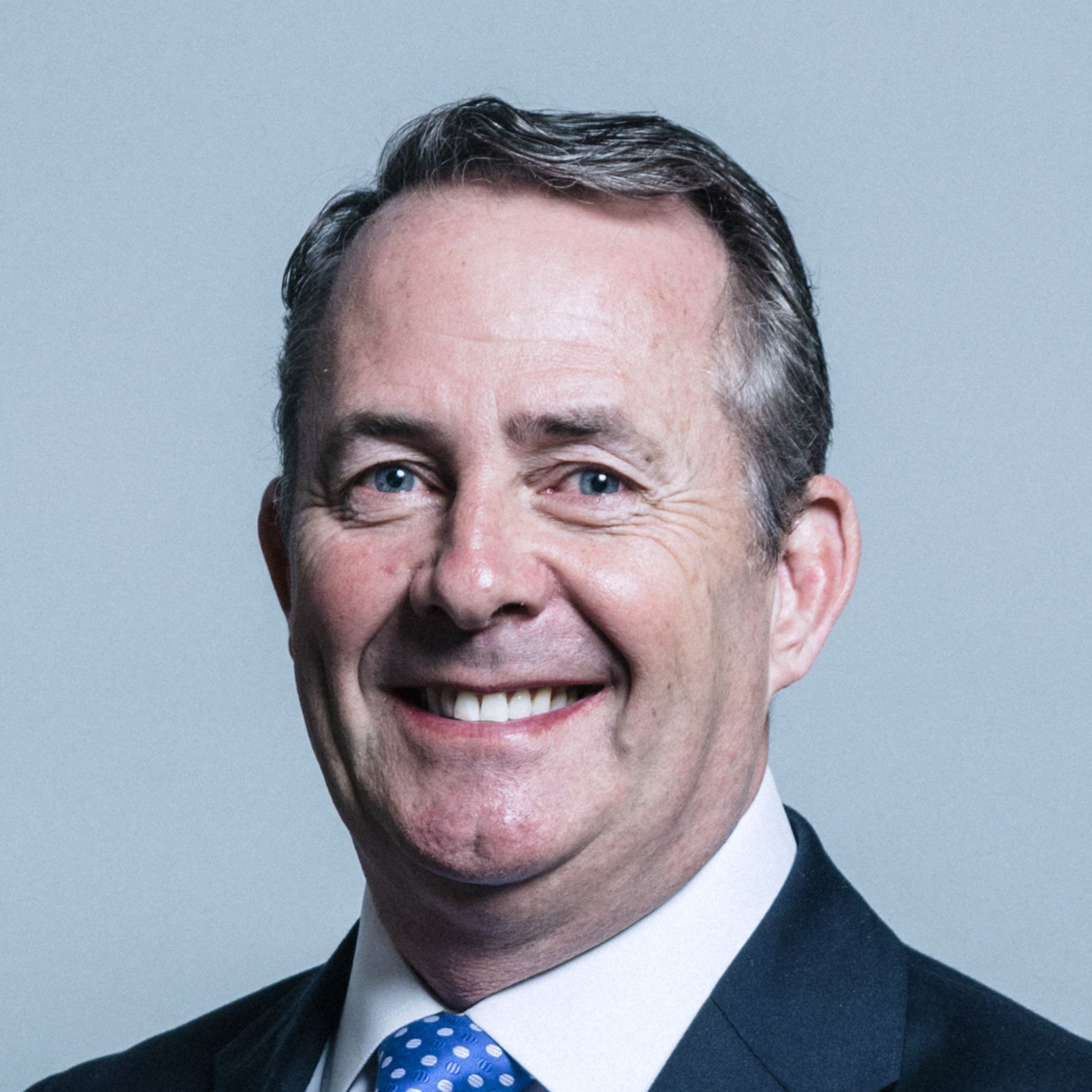
Fox in 2017

Liam Fox (East Kilbride, 22 september 1961) is een Brits politicus voor de Conservative Party. Hij is lid van het Britse Lagerhuis (MP) sinds 1992 voor het kiesdistrict North Somerset.
Fox studeerde geneeskunde aan de Universiteit van Glasgow en werkte als huisarts voordat hij in 1992 tot MP werd verkozen. Na verscheidene ministeriële rollen in John Majors conservatieve regering diende Fox als woordvoerder constitutionele zaken tussen 1998 en 1999. Hij was voorzitter van de Conservative Party tussen 2003 en 2005. Hij was staatssecretaris van Defensie tussen 2010 en 2011 in de regering van David Cameron, maar moest aftreden nadat gebleken was dat hij een bevriende lobbyist had meegenomen op zijn dienstreizen naar andere landen. 
Na een aantal jaren als backbencher was hij na de uitslag van het referendum over het EU-lidmaatschap van het Verenigd Koninkrijk (2016) een van de vijf kandidaten voor de opvolging van de aftredende Cameron, maar hij viel in de eerste ronde af. Fox kreeg op 14 juli 2016 de nieuw gecreëerde functie van minister van Internationale Handel in de regering van Theresa May. Direct na het aantreden van Boris Johnson als premier op 24 juli 2019 verliet Fox de regering.
- Gemeinsame Normdatei: 1138934194
- International Standard Name Identifier: 0000 0000 4972 6436
- Library of Congress Control Number: nr2005026962
- Virtual International Authority File: 61504085
- WorldCat: E39PBJxhq4VQbXtpVKBjCFcgKd